# Willi Wegewitz

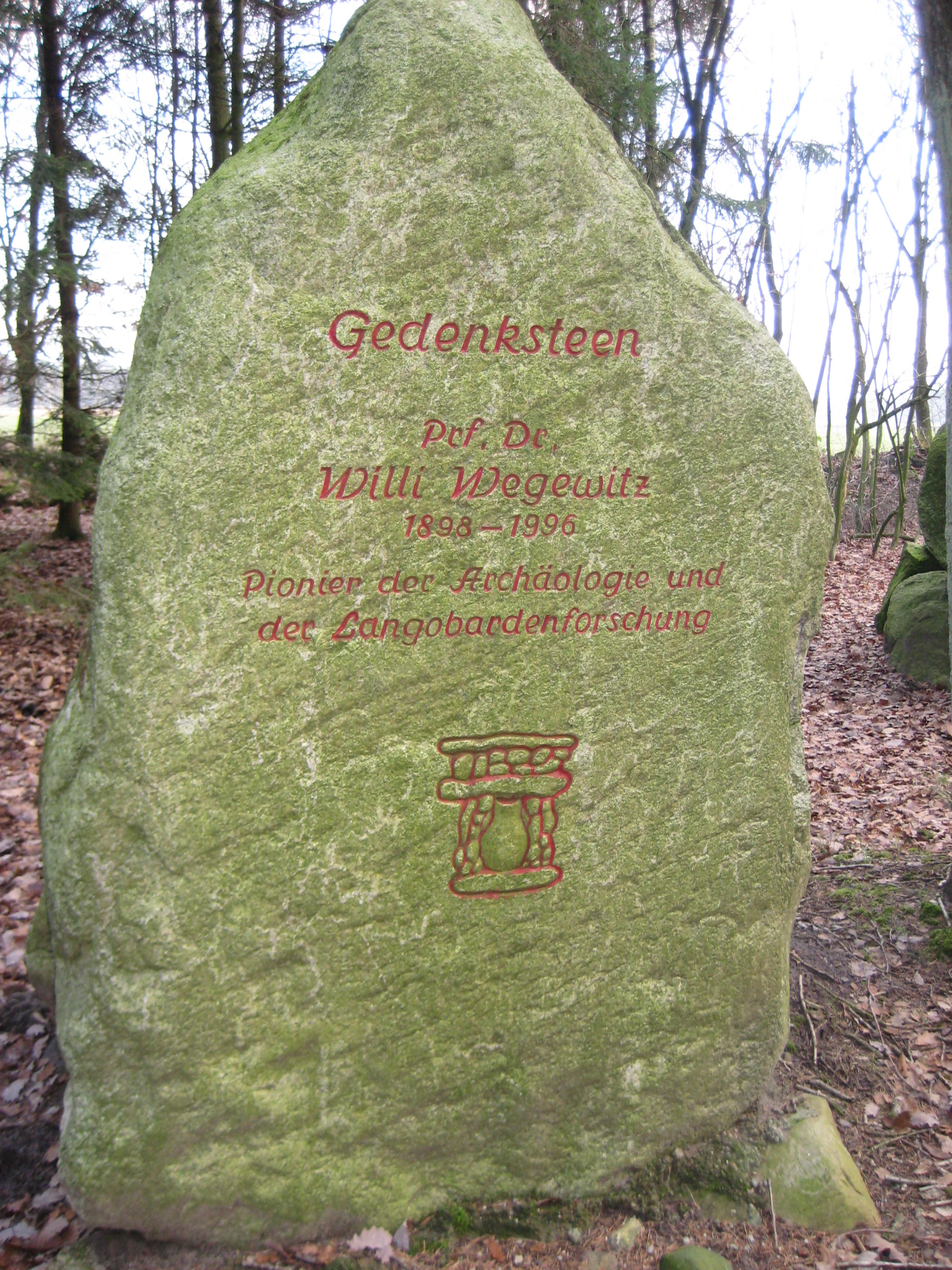
Gedenkstein in Ahlerstedt-Ottendorf, Samtgemeinde Harsefeld

Willi Wegewitz (* 8. März 1898 im Forsthaus Hollenbeck, Landkreis Stade; † 2. Januar 1996 in Hamburg-Harburg) war ein deutscher Archäologe, Heimatforscher und Museumsleiter.

## Leben
Während seiner Schulzeit interessierte Willi Wegewitz sich für Botanik. Seit dem Jahr 1912 besuchte er das Lehrerseminar in Stade. 1916 bis 1918 folgte der Wehrdienst. Ab 1920 arbeitete er als Volksschullehrer in Ahlerstedt und widmete sich aktiv der Heimat- und Vorgeschichtsforschung unter der Anleitung von Hans Müller-Brauel. 1922 besuchte er Ferienkurse für Vorgeschichte an der Universität Jena und ab 1924 war er Gasthörer an der Universität Hamburg. 1925 übernahm er die ehrenamtliche Leitung der Urgeschichtsabteilung des Museums Stade und wurde Bodendenkmalpfleger für den östlichen Kreis Stade. In den Jahren 1927 bis 1929 ergrub er das eisenzeitliche Urnengräberfeld von Harsefeld, welches zu seinen wichtigsten Ausgrabungen zählte. Ab 1930 unterrichtete er als Lehrer in Harburg-Wilhelmsburg und wurde zum ehrenamtlichen Leiter des Helms-Museums berufen. Mit der Verstaatlichung des Helms-Museums 1937 wurde er zum hauptamtlichen Direktor und zum Bodendenkmalpfleger für den Kreis Harburg berufen. Mit diesem beruflichen Hintergrund gab er seine Lehrertätigkeit auf und begann ein Studium der Vorgeschichte, Völkerkunde und Geologie an der Universität Hamburg. Er wurde mit seiner Dissertation Die langobardische Kultur im Gau Moswidi (Niederelbe) zu Beginn unserer Zeitrechnung promoviert und arbeitete als Lehrbeauftragter. Aufgrund der starken Förderung der Vorgeschichtsforschung trat er der NSDAP bei. Politisch trat er jedoch nie in Erscheinung und hielt seine Veröffentlichungen frei von ideologischen Tendenzen. 1953 gründete Wegewitz das Freilichtmuseum am Kiekeberg als heimatkundliche Außenstelle des Helms-Museums. 1959 wurde er von der Universität Hamburg zum Honorarprofessor berufen. 1949 gründete er zusammen mit Karl Waller und Albert Genrich das Sachsensymposion und in den 1960er Jahren ein Langobardensymposion. Auch nach seiner Pensionierung im Jahre 1966 widmete er sich weiter seinen Arbeiten und veröffentlichte weitere Publikationen. 1970 gehörte er zu den Gründungsmitgliedern der Archäologischen Kommission für Niedersachsen.
Ihm zu Ehren wurde der Willi-Wegewitz-Ring in Ahlerstedt benannt.

## Leistungen
Willi Wegewitz’ Arbeitsschwerpunkte waren die Ausgrabungen und Erforschungen an 14 ur- und frühgeschichtlichen Gräberfeldern und Siedlungen im Bezirk Harburg und dem Landkreis Harburg, Lüneburg und Stade. Sein Hauptaugenmerk lag dabei auf der regionalen Geschichte, wohingegen ihm größere, überregionale Zusammenhänge weniger wichtig waren. Besonders hervorzuheben sind seine Arbeiten zur Geschichte der Langobarden und Sachsen in diesen Landkreisen, die bis heute richtungsweisend sind. Der Forschungsstand hat sich seit 1968 nicht wesentlich erweitert. Ein weiteres Wirkungsfeld war die Heimatforschung im Landkreis Harburg, was er mit der Gründung des Freilichtmuseums am Kiekeberg manifestierte.

## Herausgeberschaft
- Harburger Jahrbuch. Veröffentlichungen des Helms-Museums, Hamburg-Harburg seit 1938

## Schriften
- Aus vergangenen Tagen. Stader Heimatverlag K. Krause, Stade 1926.
- Der Urnenfriedhof von Harsefeld. In: Die Tide – Niederdeutsche Heimatblätter. 6. Jg., Heft 7, Juli 1929, S. 284–296.
- Ein Riesensteingrab in Langenrehm, Gemeinde Emsen, Kr. Harburg. Lax, Hildesheim 1935.
- Ein Klappstuhl aus einem Hügelgrab der älteren Bronzezeit in Daensen, Kreis Harburg. Helms-Museum, Hamburg-Harburg 1935.
- Ein Totenhaus unter einem bronzezeitlichen Hügelgrabe in der Feldmark Sottorf, Kreis Harburg. Helms-Museum, Hamburg-Harburg 1935.
- Die langobardische Kultur im Gau Moswidi (Niederelbe) zu Beginn unserer Zeitrechnung. Lax, Hildesheim 1937.
- Die Zeit der swebischen Landnahme um 500 vor der Zeitwende nach Funden aus den Urnenfriedhöfen des Kreises Harburg. Helms-Museum, Hamburg-Harburg 1937.
- Siedlungen aus der älteren Eisenzeit im Kreise Harburg. Heimatmuseum, Hamburg-Harburg 1940.
- Ein langobardischer Frauenfriedhof in der Feldmark Tostedt, Kreis Harburg. Heimatmuseum, Hamburg-Harburg 1940.
- Ein Werkplatz späteiszeitlicher Renntierjäger in der Feldmark Ketzendorf, Kreis Harburg. Helms-Museum, Hamburg-Harburg 1941.
- Der langobardische Urnenfriedhof von Tostedt-Wüstenhöfen im Kreise Harburg. Lax, Hildesheim 1944.
- Die Gräber der Stein- und Bronzezeit im Gebiet der Niederelbe (Die Kreise Stade und Harburg). Lax, Hildesheim 1949.
- Die Feldmark Buchholz in urgeschichtlicher Zeit. Gemeindeverwaltung Buchholz (Kr. Harburg) 1950.
- Harburger Heimat. Die Landschaft um Hamburg-Harburg. Verlag der Gesellschaft der Freunde des. vaterländischen Schul- u. Erziehungswesens, Hamburg 1950.
- Das Hünenbett in der Nenndorfer Interessentenforst. Helms-Museum, Hamburg-Harburg 1954.
- Die Urnenfriedhöfe von Dohren und Daensen im Kreise Harburg aus der vorrömischen Eisenzeit. In: Die Urnenfriedhöfe in Niedersachsen. Bd. 5, Lax, Hildesheim 1961.
- Der Urnenfriedhof von Ehestorf-Vahrendorf im Kreise Harburg aus der vorrömischen Eisen- und der älteren römischen Kaiserzeit. In: Die Urnenfriedhöfe in Niedersachsen. Bd. 6, Lax, Hildesheim 1962.
- Der Urnenfriedhof von Hamburg-Marmstorf. In: Die Urnenfriedhöfe in Niedersachsen. Bd. 7, Lax, Hildesheim 1964.
- Der Urnenfriedhof von Hamburg-Langenbek. In: Die Urnenfriedhöfe in Niedersachsen. Bd. 8, Lax, Hildesheim 1965.
- Reihengräberfriedhöfe und Funde aus spätsächsischer Zeit im Kreis Harburg. Wachholtz, Neumünster 1968.
- Der Urnenfriedhof von Wetzen, Kreis Harburg, und andere Funde aus dem 1. Jahrhundert v. Chr. im Gebiet der Niederelbe. In: Die Urnenfriedhöfe in Niedersachsen. Bd. 9, Lax, Hildesheim 1970.
- Das langobardische Brandgräberfeld von Putensen, Kreis Harburg. Lax, Hildesheim 1972.
- Der Urnenfriedhof der älteren und jüngeren vorrömischen Eisenzeit von Putensen, Kreis Harburg. Lax, Hildesheim 1973.
- Rund um den Kiekeberg. Wachholtz, Neumünster 1988, ISBN 3-529-01356-0.
- Aus der Vorgeschichte der Gemeinde Ahlerstedt. Gemeinde Ahlerstedt, 1989.
- Das Abenteuer der Archäologie. Isensee, Oldenburg 1994, ISBN 3-89442-230-0.